# دون س. فيث جونيور
دون س. فيث جونيور (بالإنجليزية: Don C. Faith, Jr.)‏ هو عسكري أمريكي، ولد في 26 أغسطس 1918 في واشنطن في الولايات المتحدة، وتوفي في 1 ديسمبر 1950 في كوريا في ممالك كوريا الثلاث.